# Vasil Garvanliev
Vasil Garvanliev (makedonska: Васил Гарванлиев), även känd som Vasil, född 2 november 1984 i Strumica i Socialistiska republiken Makedonien i SFR Jugoslavien, är en makedonsk körsolist, en klassisk operasångare och en popsångare.
Garvanliev skulle ha representerat Nordmakedonien i Eurovision Song Contest 2020 i Rotterdam med låten "You". På grund av coronaviruspandemin 2019–2021 kunde han inte delta i tävlingen. Han kommer dock att delta 2021 med låten "Here I Stand".
Garvanliev började sjunga vid sju års ålder. Han upptäcktes av en makedonisk kompositör som gick förbi när han hörde Vasil sjunga på gatan.